# 須藤英雄
須藤 英雄（すどう ひでお、1978年12月25日 - ）は東京都出身の日本の柔道家。66kg級の選手。身長は168cm。

## 経歴
柔道は8歳の時に栄進館で始めた。足立第三中学から足立学園高校へ進むが、この当時大きな実績は残していない。なお、中学高校の1年先輩には寝技の名手で知られる小室宏二がいた。
1997年には山梨学院大学へ進学すると、4年の時には講道館杯66kg級で3位になった。
2001年にはダイコロの所属となると、実業個人選手権で優勝を飾った。2003年の実業個人選手権では60kg級から階級を上げてきたばかりである旭化成の内柴正人に決勝で敗れて2位だった。2004年からは実業個人選手権で2連覇を達成した。アメリカ国際でも優勝した。2005年の講道館杯では3位だった。2006年の体重別決勝では了徳寺学園職員の篠崎悠を破って優勝を飾った。その後73kg級に階級を上げると、2007年の実業個人選手権では2年ぶり4度目の優勝を飾った。

## 主な戦績
- 2000年　- 講道館杯　3位
- 2001年　- 実業個人選手権　優勝
- 2002年　- 実業個人選手権　3位
- 2003年　- 実業個人選手権　2位
- 2004年　- 実業個人選手権　優勝
- 2004年　- アメリカ国際　優勝
- 2005年　- 実業個人選手権　優勝
- 2005年　- 講道館杯　3位
- 2006年　- 体重別　優勝
- 2007年　- 実業個人選手権　優勝73kg級

(出典、JudoInside.com)。